# Vera Caspary
Vera Louise Caspary (13 de noviembre de 1899 - 13 de junio de 1987) fue una escritora estadounidense de novelas, obras de teatro, guiones y cuentos. Su novela más conocida, Laura, se convirtió en una exitosa película. Aunque afirmó que no era una escritora de misterio "real", sus novelas fusionaron efectivamente la búsqueda de identidad y amor de las mujeres con tramas de asesinato. La independencia es la clave de sus protagonistas, con sus novelas que giran en torno a mujeres amenazadas, pero que resultan no ser ni víctimas ni damiselas rescatadas.
Después de la muerte de su padre, los ingresos de los escritos de Caspary apenas eran suficientes para mantenerla a ella y a su madre, y durante la Gran Depresión se interesó en las causas socialistas. Caspary se unió al Partido Comunista bajo un alias, pero al no estar totalmente comprometida y en desacuerdo con su código de secreto, afirmó haber limitado sus actividades a la recaudación de fondos y la organización de reuniones. Caspary visitó Rusia en un intento de confirmar sus creencias, pero se desilusionó y deseó renunciar al Partido, aunque siguió contribuyendo con dinero y apoyando causas similares. Finalmente se casó con su amante y colaborador de escritura durante seis años, Isidor "Igee" Goldsmith, pero a pesar de ser una asociación exitosa, sus conexiones comunistas la llevaron más tarde a ser "lista gris", lo que afectó temporalmente pero significativamente sus ofertas de trabajo e ingresos. La pareja dividió su tiempo entre Hollywood y Europa hasta la muerte de Igee en 1964, después de lo cual Caspary permaneció en Nueva York, donde escribió otros ocho libros.

## Biografía
Caspary nació prematuramente en Chicago: su madre, Julia (née Cohen), que ya tenía más de 40 años y tenía otros tres hijos casi adultos, había ocultado su condición. Su padre, Paul, era comprador de una tienda por departamentos, él y su madre eran inmigrantes judíos alemanes y judíos rusos de segunda generación. Al ser una sorpresa para su familia, Caspary fue mimada por completo cuando era niña.
Después de graduarse de la escuela secundaria en 1917, su padre la inscribió en un curso de seis meses en una escuela de negocios y, en enero de 1918, Caspary se encontró trabajando como taquígrafa. Pasó por una serie de trabajos de oficina de baja categoría, buscando uno en el que pudiera escribir en lugar de recibir dictados de personas con mala gramática. Mientras trabajaba en una agencia de publicidad componiendo copias, inventó la ficticia "Escuela de baile clásico Sergei Marinoff", un curso de baile por correo. Caspary escribió todos los materiales para este y otros cursos por correspondencia de los que tenía poco conocimiento, incluido uno que enseñaba escritura de guiones. También estaba produciendo artículos para publicaciones como Finger Print Magazine y Dance Lovers Magazine, con sede en Nueva York. Para 1922, había rechazado un aumento de $50 a $75 para escribir desde su casa y trabajar en su primera novela.

### Nueva York
Cuando su padre murió en 1924, Caspary apoyó a su madre, quien estaba impresionada de que su hija pudiera sacar dinero de una máquina de escribir. Se mudó a Greenwich Village en Nueva York como la nueva editora de Dance Lovers Magazine, ll0evando un estilo de vida bohemio. Allí conoció a su amigo y colaborador de toda la vida Samuel Ornitz, entonces editor de Radio Lovers Magazine. Una vez más, dejó un trabajo para escribir su propio material, escribiendo su primera novela publicada, Ladies and Gents, que no se publicó durante dos años debido al retraso de un editor. Cuando su madre enfermó, asumió otro trabajo escribiendo un curso por correspondencia de Encanto y Belleza. Mientras vivía en Greenwich Village, se inspiró para escribir The White Girl, publicada en enero de 1929. Su trama trata sobre una mujer negra sureña que se muda al norte y se hace pasar por blanca. Las reseñas fueron mejores de lo que esperaba y algunas personas especularon que habría sido escrita por una mujer negra.
En 1928, Caspary estaba escribiendo para Gotham Life: the Metropolitan Guide, una guía de entretenimiento gratuita distribuida a través de hoteles. Este trabajo le proporcionó entradas gratuitas para espectáculos de teatro, conciertos y clubes nocturnos y la presentó a un amplio círculo de agentes de prensa y celebridades. Mientras estuvo en Gotham Life, vivió bajo nombre falso en una "casa de chicas trabajadoras". En marzo de 1929, volvió a dejar su trabajo para escribir a tiempo completo, y su novela de 1930 Música en la calle se desarrolla en la casa de una niña trabajadora. Al regresar a Chicago, coescribió con Winifred Lenihan la versión teatral Blind Mice, que contó con un elenco exclusivamente femenino y formó la base de la película Working Girls de 1931. Ella y su madre se mudaron a Connecticut para hacer las correcciones de la obra, cuyo resultado fue desastroso: la inexperiencia de Caspary en el proceso hizo que siguiera los consejos de todos, alterando el texto constantemente. Cuando ella y Lenihan no estaban presentes, los productores incluso reescribieron la obra. Cuando Caspary regresó, no se pudo encontrar la copia original y la representación duró solo dos semanas.
De vuelta en Nueva York en 1932, Caspary se mantuvo a sí misma y a su madre escribiendo artículos para revistas, incluidas entrevistas para Gotham Life. También escribió Thicker than Water, un a novela apenas velada sobre su familia. Caspary estaba casi arruinada, pero después de encontrarse con un editor de historias de Paramount, se le ocurrió Suburb, una historia original de cuarenta páginas escrita durante un fin de semana por la que Paramount le pagó $2,000. Caspary admitió en sus memorias que reescribió y vendió esta misma trama exactamente ocho veces en los siguientes años. La semana después de que se lo vendió a Paramount por primera vez, los editores de Liveright le dieron un anticipo de $ 1,000 por Thicker Than Water.

### Hollywood
Thicker Than Water recibió buenas críticas, pero para entonces incluso su editor Liveright estaba sintiendo los durezas de la Gran Depresión y Caspary estaba nuevamente al borde de la quiebra. En marzo de 1933, un editor de historias de Fox la llamó y pidió otro original como Suburbio, que había sido filmado como La noche del 13 de junio. Pasó ese verano en Hollywood, trabajando en una obra de teatro con Samuel Ornitz, Caspary no pudo vender esa obra y para el invierno estaba arruinada nuevamente, pero Ornitz insistió en que escribieran otra y la trajeron de vuelta a Hollywood, donde su suerte mejoró. En una semana vendió tres historias a estudios y conseguido un contrato de quinientos dólares a la semana. Se compró un guardarropa completamente nuevo y trajo a su madre de Nueva York. Como muchas personas, Caspary no se llevaba bien con Harry Cohn y, después de una pelea, ya no recibió tareas de escritura. Como su contrato duraba cinco meses más, simplemente dejó de ir al estudio y pasó sus días en la playa mientras su agente recogía su cheque de pago. Queriendo nuevamente escribir su propio material, canceló el contrato y zarpó hacia Nueva York.

### Comunismo
En este punto de la Gran Depresión, muchos intelectuales coqueteaban con las causas socialistas, y Ornitz trató de interesar a Caspary dándole El Manifiesto Comunista, el Daily Worker y otros materiales. Aunque no estaba verdaderamente comprometida, permitió que su trabajo se viera afectado por actitudes cambiantes, pero descubrió que, como nunca había sido una proletaria, no podía escribir la gran novela proletaria. Ayudó a recaudar fondos para causas y firmó peticiones, pero en realidad nunca se convirtió en una verdadera militante. No obstante, una de las últimas cosas que hizo su madre antes de morir fue regañar a Caspary por asociarse con los "rojos asquerosos". Al regresar a Greenwich Village, un dramaturgo muy destacado invitó a Caspary a unirse al Partido Comunista y así lo hizo, aunque bajo el alias de "Lucy Sheridan". Caspary encontró que el código de secreto del partido era contrario a su búsqueda de la verdad y el cuestionamiento de los valores, lo que la había llevado a él en un principio. Aunque afirmó que nunca trató activamente de reclutar a nadie, admitió haber realizado tareas para el partido, como recaudar fondos y organizar las reuniones quincenales del Club de Confidencias en su casa, que eran principalmente de sociabilidad.
En abril de 1939, Caspary usó las ganancias de la venta de una historia de Hollywood para viajar a Rusia para "ver cómo vivía la gente" en lo que el Daily Worker había descrito como un paraíso. Durante su viaje por Europa, la culpa casi la llevó a casarse con un judío austríaco para permitirle emigrar a los Estados Unidos, pero debido a la lentitud en el papeleo, no se pudo realizar, más tarde se enteró de que él llegó por su cuenta. Viajó por Alemania en tren y la cachearon al desnudo en los cruces fronterizos. Visitó Moscú y Leningrado, visitó fábricas, vio el "paraíso de los trabajadores" y encontró tiempo para asistir al ballet, donde un caballero judío ruso le propuso matrimonio durante el intervalo. En su viaje de regreso a través de la frontera finlandesa, el vagón de primera clase iba vacío, excepto Caspary e Iván Maisky, el embajador ruso en Gran Bretaña, que habría estado llevando la malograda oferta rusa de "seguridad colectiva" al Tribunal de Justicia San James.
El pacto de Stalin con Hitler desilusionó a muchos miembros del partido, incluida Caspary. En sus palabras, "La pérdida de la fe es un proceso lento y doloroso. Un último esfuerzo desesperado por aferrarse a la creencia ataca los nervios. Me volví irritable, me disgustaron mis amigos, dormí mal, perdí la tolerancia. Atormentada por fantasmas de hechos y declaraciones. Me sentí sucia."  En diciembre de 1939 estaba tratando de renunciar al Partido Comunista, pero se le informó que no podía simplemente salir, sino que se le podía pedir que se fuera si la acusaban. Ella aceptó la patraña, sin embargo, se mostraron reacios a dejarla ir en silencio y acordaron  llamarlo un "permiso de ausencia temporal". En enero regresó a Hollywood.

### Laura
Su conciencia, sin embargo, no le permitiría simplemente abandonar determinadas causas. Continuó firmando peticiones, contribuyó con dinero, escribió a congresistas y mantuvo su membresía en la Liga Antinazi de Hollywood y la Liga de Escritores Estadounidenses. También impartió clases de escritura de guiones para recaudar fondos para traer escritores refugiados a Estados Unidos. En junio de 1941, Alemania atacó a Rusia y los beneficios de Hollywood para el alivio de la guerra rusa atrajeron a grandes multitudes. Durante este tiempo, Caspary comenzó a escribir una historia sobre un asesinato misterioso pero, en lugar de producirla para la pantalla, se animó a convertirla en una novela. La terminó en octubre y, para tener algo de perspectiva, se puso a trabajar para Paramount Studios en una historia sobre un avión nocturno a Chungking. Cuando Estados Unidos declaró la guerra a Alemania y Japón a principios de diciembre, esa historia fue cancelada, Caspary pidió que la despidieran y retornó felizmente a su novela. Durante la Navidad de 1941, escribió "Fin" en la última página de Laura .
1942 encontró a Caspary trabajando en una dramatización de Laura con George Sklar, mientras esperaba que llegara algún trabajo significativo relacionado con la guerra de la Oficina de Información de Guerra. Intentó unirse al Ejército pero fue rechazada. Acababa de conocer a su futuro esposo y recién emigrado europeo Igee Goldsmith.
La productora Dorothy Olney había mostrado interés por Laura y Caspary viajó a Nueva York para ayudar con la preproducción de la obra. A pesar de sus esfuerzos, Olney no pudo asegurar el respaldo y renunció a la prerrogativa sobre la obra. Cuando Caspary regresó a Hollywood, Igee la estaba esperando con ramos de rosas rojas. Caspary se mudó a una granja mexicana en Horn Avenue frente a Humphrey Bogart y comenzó a trabajar en Bedelia. Igee, que se sentía molesto con la costumbre de Hollywood de mantener a los productores en la nómina y no darles nada para producir, estaba encantado con su pedido de ayudarla con Bedelia. En la Navidad de 1942, su historia de amor se vio interrumpida cuando todos los ciudadanos británicos sanos fueron llamados para ayudar en la defensa de Inglaterra. Igee, nacido en Austria, había emigrado a Inglaterra en 1932, y allí tendría que regresar. Caspary no lo volvió a ver durante 13 meses.
Mientras tanto, todos los directores que leyeron a Laura querían ponerla en el escenario, pero ningún productor o patrocinador quería financiarla. Otto Preminger acosó a Darryl Zanuck para que comprara la obra para la 20th Century Fox, convenciéndolo de que la producción sería económica. Caspary, cansada de intentar venderla y en contra de su propia opinión de que "Una vez que un escritor vende una historia a Hollywood, puede despedirse de ella", se la vendió a Fox.

"Mi agente escribió uno de los peores contratos jamás escritos. Lo firmé tan descuidadamente como un cheque de cinco dólares. Como me recordarían en restaurantes y estacionamientos, había cedido un millón de dólares. ¿Quién hubiera pensado que una película que, a pesar de su elegancia, no era cara, cuyos protagonistas no eran considerados importantes entonces, se convertiría en un éxito de taquilla y en una leyenda de Hollywood?"

### Bedelia
A fines de 1944, cansada de la larga separación de Igee, Caspary ideó un método para reunirse con él. La guerra había hecho que los viajes civiles fueran generalmente difíciles y que ir a Europa fuera casi imposible. Sin embargo, Caspary cablegrafió a Igee diciéndole que podría tener los derechos cinematográficos de Bedelia para una producción británica, si pudiera contratarla para que escribiera el guion, poniendo así en marcha un plan que involucraba a dos ministerios británicos, J. Arthur Rank, el Departamento de Estado, Good Housekeeping, el Stork Club y la Casa Blanca, que la llevó a Inglaterra. Good Housekeeping lo estaba publicando como una serie y Houghton Mifflin lo publicaría en la primavera. J. Arthur Rank solo podía pagar una fracción de lo que un estudio de Hollywood podía pagar por los derechos, pero Caspary no quería el dinero, quería a Igee.
Herbert Mayes, editor de Good Housekeeping, había concebido la idea de Murder at the Stork Club, y eligió a Caspary para escribir la historia. Así, durante las nueve semanas que estuvo en Nueva York esperando su pasaporte, Good Housekeeping pagó todos sus gastos y todas sus cenas en el Stork Club fueron gratis. Desafortunadamente, una noche ella estaba sentada junto a Otto Preminger, y procedieron a iniciar una feroz discusión sobre el guion de Laura y la película resultante. Caspary e Igee molestaron a todos los funcionarios que conocían y no conocían en ambos lados del Atlántico, tratando de engrasar las ruedas de la burocracia. Como parte del trato con el Ministerio de Información británico, accedió a escribir artículos sobre la Inglaterra en tiempos de guerra para periódicos y revistas estadounidenses. Finalmente, el 12 de enero de 1945, Vera Caspary desapareció de Nueva York solo para reaparecer en un muelle en Inglaterra, justo a tiempo para ver el estreno de la producción teatral británica de Laura en el teatro Q de Londres el 30 de enero, con Sonia Dresdel como Laura.
"Nunca debí haber cometido ese asesinato", se quejó Caspary. El English Harper's Bazaar también quería Murder at the Stork Club, y su editor Ben McPeake, como Mayes en Nueva York, controlaba continuamente el progreso de la historia. Desafortunadamente, había demasiadas distracciones para que ella escribiera en Londres, pero afortunadamente tenía el préstamo de W. R. Hearst's Castle en Gales, St Donat's. Casi vacío y abandonado durante la guerra, le proporcionó el aislamiento que tanto necesitaba para escribir la historia. Regresó a Londres e Igee, donde disfrutaron de los pocos meses que les quedaban, pero cuando terminó la guerra y se terminó el guion, el Ministerio de Información la envió de vuelta a Hollywood para otra separación sin final previsible. Igee tuvo que quedarse y terminar la película.

### Igee
Aunque el éxito de Laura había multiplicado por cinco su salario, Caspary no estaba feliz en Hollywood sin Igee. Su trabajo en una nueva novela fue interrumpido por la preproducción de la malhadada versión teatral de Laura. Desafortunadamente, la obra fue terriblemente mal interpretada, Miriam Hopkins era demasiado mayor para el papel (pero tenía mucha influencia), el productor no tenía experiencia y se sintió intimidado al dejar que Hopkins se hiciera cargo de la producción, el diseñador de iluminación fue reemplazado al igual que el director de escena y finalmente el propio director. Caspary y su coguionista Sklar vieron cómo el trabajo de un año se destruía día a día. La obra tuvo 44 representaciones.
Para mayo de 1946, Igee había regresado con ella y vivían juntos abiertamente en su casa en las colinas de Hollywood. Fueron terriblemente felices en el Hollywood de la posguerra, los trabajos abundaban, los salarios altos y las fiestas parecían interminables: la nueva fama de Caspary la puso en contacto con cualquiera que fuera alguien. Sus historias mejoradas por la contribución de Igee se vendían a precios inflados, pero su salario aumentó debido a la gran demanda de su trabajo y su disponibilidad limitada. Caspary convirtió en práctica aceptar solo trabajos de adaptación, lo encontró más creativo y divertido, como en el caso del libro de John Klempner Letter to Five Wives, filmado bajo el título Carta a tres esposas. Para simplificar la película, Caspary eliminó a una esposa, y cuando el guion llegó a producción, Joseph L. Mankiewicz eliminó a otra. Debido a una laguna en las reglas de nominación de los Premios de la Academia, solo Mankiewicz fue nominado y ganó el Oscar al Mejor Guion. Sin embargo, cuando el mismo guion ganó el premio del Sindicato de Guionistas de Estados Unidos a la mejor comedia estadounidense, Mankiewicz se vio obligado a compartir el premio y el crédito con Caspary.
A pesar de su arreglo y de una esposa anterior abandonada durante mucho tiempo en Inglaterra, en 1948 Igee estaba ansioso por casarse con Caspary, aunque tenía serias reservas sobre el procedimiento. Después de tres años de separación física, Igee obtuvo el divorcio por abandono. Mientras estaba en Europa finalizando el divorcio, Igee viajó para visitar a su hijo adulto en Suiza y, mientras estaba allí, compró a Caspary un pequeño chalet en las cercanías de Annecy. Después de vivir juntos durante la mayor parte de siete años, se casaron en una semana.
Aprovechando su nuevo éxito y estatus, la pareja creó una productora, "Gloria Films", que financió la comedia Three Husbands con Eve Arden y Ruth Warrick, y la película negra The Scarf, protagonizada por John Ireland y Mercedes McCambridge. Desafortunadamente, Caspary e Igee olvidaron la primera regla de las finanzas, "nunca use su propio dinero", y pusieron todos sus propios fondos y ahorros en la empresa. Sus películas fueron contratadas por United Artists, y cuando United Artists se declaró en quiebra y se reestructuró en 1950, las películas de Gloria Films se vieron envueltas en litigios y la pareja lo perdió todo. Muchas pequeñas productoras quebraron como resultado de los problemas de United Artists, Caspary no podía permitírselo, ya que habría perdido regalías futuras por las obras que había escrito y cualquier pago por reimpresiones de sus libros. Igee estaba devastado por la pérdida y nunca se convirtió en el sostén de la pareja. En diciembre, Caspary condujo hasta MGM y les vendió la adaptación de una historia por $50,000 con un adelanto del 50%. En enero, les vendió otra por $45,000 y en febrero vendió una a Paramount por $35,000. La pareja depositó el mondo de la última venta en Nueva York, lo cual fue una suerte ya que pasó mucho tiempo antes de que volvieran a trabajar en Hollywood.

### Lista gris
Hollywood en 1951 fue el caldo de cultivo para el Comité de Actividades Antiamericanas, sus rabiosas investigaciones anticomunistas enfrentaron a los residentes de Hollywood entre sí. Si las personas testificaban, eran testigos "amigos", si se los nombraba como simpatizantes comunistas, se los "ponía en la lista negra ". La pareja se estaba preparando para partir hacia Europa, mientras Igee estaba negociando una nueva versión francesa de Three Husbands, cuando MGM cuestionó abrupta e ilegalmente a Caspary sobre sus vínculos comunistas. Estaban debidamente preocupados, ya que acababan de comprarle dos historias caras. En 1950, Caspary y sus actividades anteriores habían sido enumeradas junto con otros progresistas influyentes en el notorio panfleto anticomunista Canales Rojos : el informe de la influencia comunista en la radio y la televisión. Como Caspary se había ido del partido antes de ir a Hollywood, dijo la verdad sobre los comités a los que asistió y las iniciativas en las que había trabajado, pero lo único que nunca le preguntaron fue si alguna vez había sido miembro.
Caspary estaba preocupada, en caso de que fuera citada a comparecer, no podría salir del país a menos que se convirtiera en un "testigo amistoso" y diera nombres. Siguiendo el consejo de un abogado, la pareja abandonó el país lo antes posible. Permanecieron en Europa, Igee yendo de estudio en estudio tratando de financiar nuevos proyectos o rehacer los viejos, finalmente inspirando a Caspary a escribir una comedia musical, Boda en París . Mientras trabajaba en Austria en la adaptación musical de <i id="mw5Q">Daddy Long Legs</i>, Caspary se enteró de que la habían agregado a la lista gris y le dijeron que abandonara el proyecto. Si alguien comparecía ante el comité del HUAC (House Un-American Activities Committee) y se negaba a dar nombres, se le ponía en lista negra, si en su expediente constaba que había firmado compromisos, asistido a congresos o contribuido a causas dudosas, se le ponía en lista gris. Caspary describió el primero como el infierno, el segundo simplemente como el purgatorio.
La pareja regresó a Hollywood a principios de enero de 1954, pero descubrió que el clima en Hollywood había pasado de frío a severo. Se fueron de nuevo después de seis meses, y lo que siguió fueron dos años más de mala suerte. En 1956, Caspary e Igee regresaron a Hollywood cuando el HUAC finalmente perdió interés en sus obras. Un trabajo la estaba esperando: un viejo amigo, Sol Siegel, había comprado los derechos del libro Les Girls y estaba ansioso por que ella lo adaptara a la pantalla. Sin embargo, MGM no contrataría a Caspary a menos que escribiera una carta declarando que nunca había sido miembro del Partido Comunista, bajo tal coacción, ella capituló y escribió la carta. Años más tarde, Caspary recordó Les Girls de Cukor con Gene Kelly y Mitzi Gaynor como su experiencia de estudio más placentera.

### Pausa
La pareja dividió su tiempo entre Hollywood y Europa. La novela Evvie sobre dos muchachas emancipadas en la década de 1920 y basada en gran medida en sus propias experiencias, fue comenzada en Londres, continuó en Nueva York, terminó en Beverly Hills y se revisó en París. La novela recibió críticas regulares, pero Caspary la consideró una de las mejores, y la famosa crítica del Chicago Tribune, Fanny Butcher, salió de su retiro el tiempo suficiente para denunciarla como obscena.
Ya no podía trabajar con la intensidad y el fervor de su juventud, pero aún necesitaba ganarse la vida y pagar sus deudas. Caspary incluso rompió un voto de veinte años y tomó trabajo de Columbia Pictures y el siempre irascible Harry Cohn. Reelaboró una idea que había comenzado en Austria y que había sido rechazada en Londres, modificándola para adaptarla a las situaciones estadounidenses y, para su sorpresa, 20th Century Fox ofreció 150.000 dólares por ella. La querían para Marilyn Monroe,  se llegó a un acuerdo para la adaptación de 100 páginas de Illicit, se firmó el contrato y se envió el primer pago, pero luego Monroe se volvió indisciplinada y poco confiable y el estudio la suspendió. Caspary completó un primer borrador, pero la película nunca se hizo.
La buena sensación de tener seguridad financiera por primera vez en mucho tiempo se perdió cuando a Igee le diagnosticaron cáncer de pulmón. Entre cirugías y episodios de enfermedad, la pareja viajó a Grecia, Las Vegas, Nueva Inglaterra, todos lugares a los que siempre habían querido ir. Lo hicieron hasta que Igee ya no estuvo en condiciones: murió mientras estaban en Vermont en 1964.
Caspary regresó a Nueva York después de la muerte de Igee, donde publicó ocho libros más, incluido The Rosecrest Cell, un estudio de un grupo de comunistas aficionados frustrados, y las memorias The Secrets of Grown-ups. Ninguno igualó la popularidad de sus primeros trabajos de suspenso. En sus 18 novelas publicadas, 10 guiones y cuatro obras de teatro, el tema principal de Caspary, ya sea en un asesinato misterioso, drama o comedia musical, fue la mujer trabajadora y su derecho a llevar una vida propia, a ser independiente. Caspary murió de un derrame cerebral en el Hospital St. Vincent de la ciudad de Nueva York en 1987.

## Obras

### Novelas
- Ladies and Gents. NY: The Century Company, 1929
- The White Girl. NY: J.H. Sears & Company, 1929
- Music in the street. NY: Sears Publishing Co., 1930
- Thicker than Water. NY: Liveright, 1932
- Laura. Boston: Houghton Mifflin, 1943
- Bedelia. Boston: Houghton Mifflin, 1945
- Stranger Than Truth. NY: Random House, 1946
- The Murder in the Stork Club. NY: AC. Black, 1946
- The Weeping And The Laughter. Boston: Little, Brown & Company, 1950
- Thelma. Boston: Little, Brown & Company, 1952
- False Face. London: W.H Allen, 1954
- The Husband. NY: Harpers, 1957, London: W.H. Allen, 1957 (with dust-wrapper by George Adamson)
- Evvie. NY: Harper, 1960
- Bachelor in Paradise. NY: Dell, 1961
- A Chosen Sparrow. NY: Putnam, 1964
- The Man Who Loved His Wife. NY: Putnam, 1966
- The Rosecrest Cell. NY: Putnam, 1967
- Final Portrait. London: W.H. Allen, 1971
- Ruth. NY: Pocket, 1972
- Dreamers. NY: Simon & Schuster, 1975
- Elizabeth X. London: W.H. Allen, 1978
- The Secrets of Grown-Ups. NY: McGraw Hill, 1979
- The Murder in the Stork Club and Other Mysteries. Norfolk, VA: Crippen & Landru, 2009. Collection of novelettes.

### Cuentos cortos
- "In Conference"
- "Marriage '48", Colliers, Sept–Oct 1948
- "Odd Thursday"
- "Out of the Blue", Today's Woman, Sept 1947
- "Stranger in The House", 1943
- "Stranger Than Truth", Colliers, Sept–Oct 1946
- "Suburbs"

### Obras de teatro
- Blind Mice w/ Winifred Lenihan (1930)
- Geraniums in My Window, a Comedy in Three Acts, w/ Samuel Ornitz (1934)
- June 13, a Mystery-Drama in Three Acts, w/ Frank Vreeland (1940)
- Wedding in Paris, w/ Sonny Miller (1956)
- Laura, w/ George Sklar (1947)

### No ficción
- A Manual of Classic Dancing. (as Sergei Marinoff) Chicago: Sergei Marinoff School, 1922

### Guiones
- Working Girls, (1931, obra de teatro "Blind Mice")
- La noche del 13 de junio, (1932, relato "Suburbios")
- Escándalo privado, (1934, historia "En conferencia")
- Tales mujeres son peligrosas, (1934, cuento "Jueves impar")
- Hurra por el amor, (1935, contribuyente al tratamiento, sin acreditar)
- Party Wire, (1935, historia, sin acreditar)
- Te amaré siempre, (1935, escritor)
- Easy Living, (1937, historia)
- Scandal Street, (1938, relato "Suburbios")
- Service de Luxe, (1938, relato)
- Sing, Dance, Plenty Hot, (1940, historia)
- Lady from Louisiana, (1941, guion)
- Lady Bodyguard, (1943, historia)
- Laura, (1944, novela)
- Claudia y David, (1946, adaptación)
- Bedelia, (1946, novela, guion)
- Inesperadamente, (1947, historia)
- Una carta a tres esposas, (1949, adaptación)
- Puedo conseguirlo para usted al por mayor, (1951, adaptación)
- Tres maridos, (1951, guion, historia)
- Dale un descanso a una chica, (1953, historia)
- La Gardenia Azul, (1953, relato)
- The 20th Century Fox Hour, (1955, episodios)
- Les Girls, (1957, relato)
- Soltero en el Paraíso, (1961, relato)
- Laura, (1962, televisión, escritora)
- Laura, (1968, TV, novela)